# Petero Mataca
Petero Mataca (28 de abril de 1933, Cawaci - 30 de junho de 2014, Suva) foi um clérigo católico romano fijiano e terceiro arcebispo de Suva.

## Biografia
Petero Mataca foi ordenado sacerdote pelo patriarca da Cilícia e Pró-Prefeito da Congregação para a Evangelização dos Povos, Gregório Pedro XV Agagianian, em 19 de dezembro de 1959, em Roma. Ele serviu como padre em Ra de 1960 a 1963 e lecionou em Suva de 1964 a 1966, quando foi nomeado Vigário Geral. De 1967 até o início de 1970, Mataca foi administrador da Catedral do Sagrado Coração em Suva e também padre da paróquia de Raiwaqa. Foi reitor do Seminário Regional do Pacífico a partir de fevereiro de 1973.
Em 27 de agosto de 1974, o Papa Paulo VI nomeou-o bispo titular de Siminina e bispo auxiliar de Suva. Recebeu a consagração episcopal pelo Arcebispo de Suva, George Hamilton Pearce, SM, em 3 de dezembro daquele ano, na Catedral do Sagrado Coração de Suva; os principais co-consagradores foram Pierre-Paul-Émile Martin, SM, Arcebispo Emérito de Nouméa, e Victor Frederick Foley, SM, primeiro Arcebispo de Suva.
Ele foi consagrado como o primeiro bispo indígena fijiano da Igreja Católica. Também foi o primeiro arcebispo nativo. Era o Vigário Geral da Arquidiocese de Suva e administrou a arquidiocese durante a ausência do Arcebispo Pearce, de 1974 a 1975. Em 10 de abril de 1976, Paulo VI nomeou-o Arcebispo de Suva. Durante seu governo, Petero Mataca promoveu a construção de doze escolas secundárias.
Após o golpe de 2006, arcebispo Mataca lançou um apelo por jejum e oração para restabelecer a paz e a harmonia. Ele não endossou uma declaração feita pela Assembleia de Igrejas Cristãs, que descreveu o Exército de Fiji, comandado por Frank Bainimarama, como "manifestações da escuridão e do mal".  Mataca disse que tal postura era hipócrita, pois as organizações não condenaram o golpe anterior de 2000. Depois, se juntou ao Conselho Nacional para a Construção de uma Fiji Melhor, uma organização formada pelo Comodoro e Comandante das Forças Armadas Bainimarama para criar uma estrutura para um país unificado. A mudança causou atrito dentro da comunidade católica, mas Mataca defendeu suas ações como uma tentativa genuína de promover a reconciliação em uma sociedade fragmentada.
Em 2007, o arcebispo observou que, apesar da tolerância religiosa em Fiji, alguns líderes condenam e menosprezam religiões não cristãs.
O Papa Bento XVI aceitou a sua renúncia em 19 de dezembro de 2012, devido à sua idade avançada, sendo sucedido por Peter Loy Chong.
Faleceu no Hospital Privado de Suva, após longa doença.